# 蓝花老鹳草
蓝花老鹳草（学名：Geranium pseudosibiricum）为牻牛儿苗科老鹳草属的植物。分布在东欧、蒙古、哈萨克斯坦、中亚山地以及中国大陆的新疆等地，生长于海拔1,000米至1,500米的地区，多生在河谷泛滥地、山地草或林缘，目前尚未由人工引种栽培。